# Maison royale de Saint-Louis

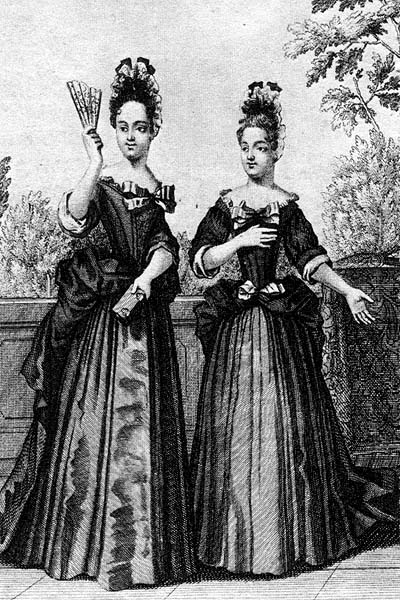
Demoiseller (elever) vid Saint-Cyr

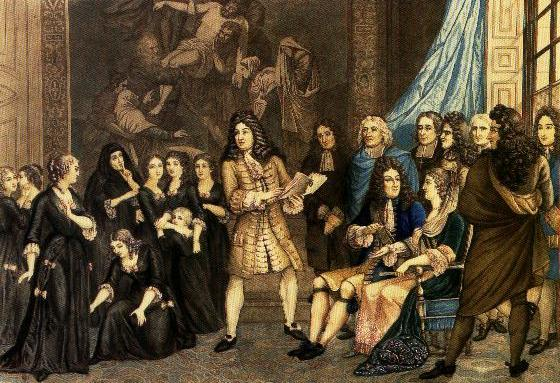
Jean Racine repeterar "Esther" inför Ludvig XIV och Madame de Maintenon. Målning från 1830

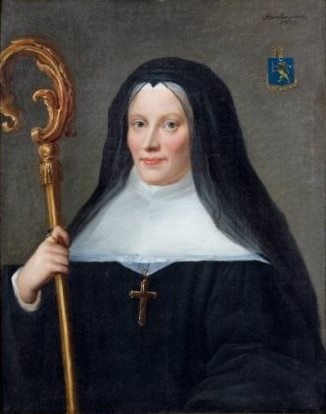
Marguerite de Guillermin, Saint-Cyrs sista abbedissa

Maison royale de Saint-Louis i Saint-Cyr (nuvarande Saint-Cyr-l'École, Yvelines) i Frankrike, var en flickskola för fattiga adliga flickor. Skolan grundades år 1684 av kung Ludvig XIV:s morganatiska hustru, Madame de Maintenon, och stängdes under franska revolutionen i mars 1793. Institutionen markerade början på en ny syn på utbildning av kvinnor i Frankrike, eftersom det inte var en klosterskola. 
Bland dess mest kända elever fanns Maintenons kusindotter författaren Marthe-Marguerite Le Valois de Villette de Mursay, markisinnan de Caylus, och Napoleons syster Elisa Bonaparte, senare regent i Toscana. 
Dess byggnader övertogs av École spéciale militaire de Saint-Cyr 1808, men skolan ska ha inspirerat Napoleon till grundandet av Maison des demoiselles de la Légion d'honneur, nuvarande Maison d'éducation de la Légion d'honneur.

## Historia

### Grundande
Maison royale de Saint-Louis grundades av Madame de Maintenon som en sekulär utbildningsanstalt för döttrar ur fattiga adelsfamiljer. Maintenon kom själv från en fattig adelsfamilj och mottog sin utbildning i kloster, som var de enda institutioner för utbildning av flickor. Klosterutbildningen var begränsad och erbjöd endast en ytlig bildning i franska, latin, matematik och hushållskunskap, med fokus på religion. Efter sitt giftermål med monarken ville Maintenon därför ge flickor ur fattiga adelsfamiljer möjlighet att få en högre utbildning.
Maintenon hade redan 1680 grundat en hushållskola för fattiga flickor i Rueil tillsammans med de två ursulinernunnorna Madame de Brinon och Madame de Saint-Pierre, och den 15 augusti 1684 grundades Maison royale de Saint-Louis. Byggnaden var färdigställd i juni 1686, och invigdes i augusti. Madame de Brinon blev dess föreståndare, och Madame de Maintenon behöll den yttersta kontrollen över institutionen, med en egen bostad på skolan. Skolan var något nytt eftersom det inte var ett kloster utan en sekulär institution, med lärare i stället för nunnor, och dess fokus låg på världsliga ämnen i stället för på religion. Dess syfte var att utbilda eleverna till giftermål inom adeln.

### Ludvig XIV:s regeringstid
Den 26 januari 1689 uppförde eleverna pjäsen Esther av Racine inför hovet. Föreställningen blev en succé, men gav upphov till en kontrovers, eftersom Maintenon ansåg att pjäsen var för oanständig. Även kyrkan kritiserade pjäsen och protesterade mot att flickor blev undervisade av världsliga lärare i stället för kyrkans personal. Den 1 december 1692 förvandlades därför skolan till ett augustinerkloster, vilket innebar att dess lärare var tvungna att lämna sin tjänst eller bli nunnor. 
År 1694 utbröt en skandal. Sedan 1689 hade kvietisten Madame Guyon, en kusin till läraren Madame Elise de La Maisonfort och bekant till hovprästen François Fénelon, varit en ofta sedd gäst i skolan och i hemlighet gjort både elever och lärare till anhängare av kvietismen. När detta upptäcktes kritiserades Maintenon för att ha tillåtit att skolan blev ett centrum för kätteri, och hon portförbjöd därför Guyon 1694, något som också ledde till en brytning med Fenelon. Kvietismen på skolan utsläcktes slutligen 1698, när kvietisterna Madame de La Maisonfort och Madame du Tourp spärrades in i andra kloster med hjälp av lettre de cachet.

### 1715-1789
Efter Ludvig XIV:s död 1715 bosatte sig Madame de Maintenon i sin våning på skolan, där hon bodde till sin död 1719. 
Skolan fortsatte sin verksamhet under Ludvig XV:s regeringstid och hade fortsatt kungligt beskydd, men var inte längre på modet. Skolan fick rykte om sig att producera högfärdiga flickor, och Ludvig XV kommenterade på 1730-talet att flickor som utbildats där blev så arroganta att de efteråt aldrig skulle kunna finna sig i ett annat liv än ett som hovdam, och vägrade att utbilda sina egna döttrar där. 
Dess hundraårsjubileum firades i närvaro av Ludvig XVI:s syster Élisabeth av Frankrike år 1786.

### Stängning
Avskaffandet av adelns privilegier under franska revolutionen gjorde att skolan från 1790 också tog emot icke adliga elever, men den 16 augusti 1792 beslutade regeringen att den skulle stängas. I mars 1793 lämnade dess personal och kvarvarande elever skolan, och i oktober gjordes byggnaden till militärsjukhus. 
Militärskolan École spéciale militaire de Saint-Cyr var inhyst i byggnaden från 1808 till andra världskriget.

## Eftermäle
Skolan inspirerade till en högre standard och reformering av undervisningen i flera klosterskolor för flickor runtom i Frankrike, och användes som förebild till senare berömda flickskolor som Smolnyjinstitutet och Maison d'éducation de la Légion d'honneur. 
Bland dess mer kända elever fanns Marthe-Marguerite de Caylus, Louise de Maisonblanche och Elisa Bonaparte.